# 帕特里克·斯威尼
帕特里克·斯威尼（英語：Patrick Sweeney，1952年8月12日—），英国男子赛艇运动员。他曾代表英国参加1972年、1976年和1988年夏季奥林匹克运动会赛艇比赛，获得一枚银牌和一枚铜牌。